# Jaroslav Mařík
Jaroslav Mařík (22. prosinec 1913 Zahradnice – 5. květen 1997 Praha) byl český esperantista, čestný člen Českého esperantského svazu a Světového esperantského svazu.

## Život
Esperanto se naučil jako samouk v r. 1934 a v českém esperantském hnutí zastával řadu funkcí a aktivit: byl mj. vedoucí Tiskové služby, pokladník rozhlasové komise, člen jazykové a slovníkářské komise, hlavní delegát mládeže, redaktor mládežnického esperantistického časopisu „Tagiĝo“, učitel v letních jazykových táborech, člen výboru Svazu esperantistů Československé republiky, člen výboru Mezinárodního esperantského svazu (1950–1951), profesionální redaktor každodenních esperantských vysílání v pražském rozhlase, aktivní účastník uměleckých programů Verda Stacio.
Po likvidaci Svazu esperantistů ČSR a Klubu esperantistů Praha v roce 1952 působil jako vedoucí zájmového esperantského kroužku v Praze (rezignoval v r. 1962 pro neúnosné intervence ze strany Státní bezpečnosti).
V letech 1968–1969 byl předsedou Přípravného výboru Českého esperantského svazu a v této funkci 27. ledna 1969 slavnostně převzal na Ministerstvu vnitra povolení (schválené stanovy) pro znovuobnovení ČES.
Jako člen výboru ČES působil až do roku 1977. Velmi aktivně přispíval do časopisu ČES „Starto“.

## Dílo
Vlastní tvorbu realizoval pouze v esperantu; šlo především o odbornou literaturu.
Mezi esperantisty byl znám jako „chodící encyklopedie hnutí“.
- Resuma historio de Esperanto-movado (Souhrnná historie esperantského hnutí)
- Fremdulo antaŭ vendotablo (Cizinec před pultem) – esperantská verze obchodní příručky
- Fremdlingva korespondado de filatelistoj (Cizojazyčná korespondence filatelistů) – esperantská verze devítijazyčného díla

Mimo vlastní tvorbu se podílel na několika esperantských dílech. Významná byla jeho spolupráce s R. Hromadou na několika slovnících, dále se podílel na vzniku díla Esperanto en perspektivo, jehož hlavním autorem byl I. Lapenna.
- Gvidlibro tra Praha (Průvodce Prahou)
- Poŝatlaso de la mondo (Kapesní atlas světa)
- Juĝu mem (Faktoj pri ČSSR) (Posuďte sami - Fakta o ČSSR)

### Překlady
- Ĉeĥoslovaka konstitucio (Československá ústava)
- Lerneja reformo en Ĉeĥoslovakio (Školská reforma v Československu)